# Ed Garvey
Edward R. Garvey, né le 18 avril 1940 à Burlington, dans le Wisconsin et mort le 22 février 2017 à Verona, également dans le Wisconsin, est un avocat, un homme politique et un syndicaliste américain. Il est directeur exécutif de la National Football League Players Association de 1971 à juin 1983. Il est candidat démocrate au Sénat américain en 1986 et au poste de gouverneur du Wisconsin en 1998.

## Contexte
Diplômé en sciences politiques de l'université du Wisconsin, il est élu président du corps étudiant en dernière année. Après avoir obtenu son diplôme, il devient président de l'Association nationale des étudiants. Il passe ensuite deux ans dans l'armée américaine en 1963 et 1964 ; il retourne ensuite à Madison et entre à la faculté de droit de l'université du Wisconsin, où il obtient un diplôme de droit.

## Droit et travail syndical

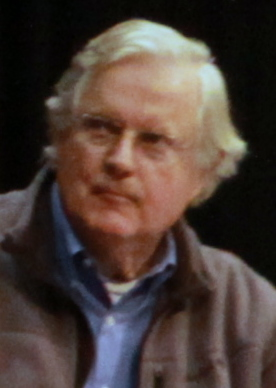
Garvey au Fighting Bob Fest en 2011

Peu après l'obtention de son diplôme, Garvey rejoint Lindquist & Vennum, un cabinet d'avocats de Minneapolis. Le cabinet travaillait pour la National Football League Players Association (NFLPA), l'organisation syndicale représentant les joueurs de football américains professionnels dans la National Football League (NFL). En 1970, Garvey est chargé de conseiller le président du syndicat, John Mackey, concernant les négociations d'un nouveau contrat de quatre ans avec les propriétaires de la ligue. En 1971, Garvey se voit offrir le poste de directeur exécutif de la NFLPA, alors officiellement reconnue.
Garvey en est le directeur exécutif jusqu'en 1983, traversant deux grèves (en 1974 et 1982) et en invoquant fréquemment la législation antitrust dans ses nombreuses batailles judiciaires avec la ligue. Garvey dirige la NFLPA à travers une série de batailles judiciaires qui conduisent, en 1975, à la décision dans l'affaire Mackey contre NFL, selon laquelle les lois antitrust s'appliquent aux restrictions de la NFL sur les mouvements des joueurs. En 1976, armés de moyens de pression concernant les déplacements des joueurs d'une équipe à l'autre, Garvey et le syndicat obtiennent des concessions importantes de la part des propriétaires. Les négociations de Garvey avec la ligue échangent la menace des joueurs de poursuivre un système d'agence libre sans entraves contre un meilleur ensemble d'avantages pour les joueurs.
La NFLPA est reconnue par les propriétaires comme un syndicat à part entière du National Labor Relations Board, et des dommages-intérêts s'élevant à 13,65 millions de dollars sont accordés aux joueurs passés et présents pour des violations de la législation antitrust à leur encontre.

## Après la NFLPA
Après avoir quitté la NFLPA, Garvey a occupé le poste de procureur général adjoint au Wisconsin sous la direction de Bronson La Follette (en). Il est le deuxième fonctionnaire du ministère de la justice du Wisconsin et se spécialise dans les questions environnementales. Garvey devient également devenu un leader important des groupes de travail du Wisconsin.
Il organise le Fighting Bob Fest, du nom de Robert M. La Follette Sr..

## Carrière politique
Garvey est le rédacteur en chef et l'éditeur du site politique FightingBob.com, qui se concentre sur le Wisconsin et les questions nationales d'un point de vue de centre-gauche. Il apparaît régulièrement sur la radio publique locale NPR, affiliée à la radio publique nationale WHAD (en), afin d'apporter un point de vue progressiste sur divers sujets.
En 1986, Garvey se présente au Sénat américain depuis le Wisconsin, perdant par une faible marge contre le républicain sortant Bob Kasten après une élection très âpre. Dans sa tentative infructueuse de devenir gouverneur du Wisconsin en 1998 contre Tommy G. Thompson, titulaire de trois mandats, Garvey a cherché à mettre en avant la réforme du financement des campagnes et a limité les contributions à sa campagne à un montant fixe par donateur. 

## Décès
Garvey est mort dans une maison de retraite à Verona, dans le Wisconsin, le 22 février 2017.

### Articles de journaux
1. ↑  (en) Heidi Holland, « Owners Fume and Fans Despair, but Lawyer Ed Garvey Won't Tell the NFL Players to Punt. », sur PEOPLE.com, 11 octobre 1982 (consulté le 13 février 2020)
2. ↑  (en) News Service, « Ed Garvey, who organized two player strikes as leader of NFL union, dies at 76. », The Washington Post,‎ 23 février 2017 (lire en ligne)
3. ↑  (en) Bill Glauber, « Ed Garvey, Wisconsin progressive and labor attorney, has died », sur Milwaukee Journal Sentinel (consulté le 13 février 2020)
4. ↑  (en-US) Associated Press, « Ed Garvey, labor lawyer who led NFL players on two strikes, dies at 76 », sur Los Angeles Times, 23 février 2017 (consulté le 14 février 2020)
5. ↑  (en) Ed Treleven | Wisconsin State Journal, « Ed Garvey, lawyer who led NFL players union, founded Fighting Bob Fest, dies at 76 », sur madison.com (consulté le 14 février 2020)
6. ↑  (en-US) Richard Sandomir, « Court in Minnesota Has Been a Home Field for a League’s Labor Disputes », The New York Times,‎ 12 mars 2011 (ISSN 0362-4331, lire en ligne, consulté le 14 février 2020)
7. 1 2  (en) Jerry Argovitz et J. David Miller, Super Agent: The One Book the NFL and NCAA Don't Want You to Read, Simon and Schuster, 2 janvier 2013 (ISBN 978-1-61321-756-6, lire en ligne)
8. ↑  (en) Robert H. Boyle, « The 55% Solution », sur Vault, Sports Illustrated, 1er février 1982 (consulté le 14 février 2020)
9. ↑  (en) Jerry Argovitz et J. David Miller, Super Agent: The One Book the NFL and NCAA Don't Want You to Read, Simon and Schuster, 2 janvier 2013 (ISBN 978-1-61321-756-6, lire en ligne)
10. ↑  (en) John Clayton, « Clayton: Packers' Murphy comes full circle », sur espn.com, ESPN, 28 mars 2010 (consulté le 14 février 2020)
11. 1 2  (en-US) Ruth Conniff, « Remembering Ed Garvey: A Sense of Justice and a Sense of Humor », sur Progressive.org, 22 février 2017 (consulté le 14 février 2020)
12. ↑  (en) Patty Murray, « Progressive Activist And Attorney Ed Garvey Has Died », sur Wisconsin Public Radio, 22 février 2017 (consulté le 14 février 2020)
13. ↑  (en-US) Richard Sandomir, « Ed Garvey, Leader of N.F.L. Players’ Union, Dies at 76 », The New York Times,‎ 22 février 2017 (ISSN 0362-4331, lire en ligne, consulté le 14 février 2020)
14. ↑  (en) « Ed Garvey full bio », sur madison.com (consulté le 14 février 2020)
15. ↑  « FightingBobFestNorth | FightingBobFest In Chippewa Falls », sur fightingbobfestnorth.org (consulté le 14 février 2020)
16. ↑  (en) Uncredited, « Guest Appearances for Ed Garvey », sur Wisconsin Public Radio (consulté le 14 février 2020)
17. ↑  (en-US) Stephen A. Solovy, « WISCONSIN VOTERS », sur chicagotribune.com (consulté le 14 février 2020)
18. ↑  (en-US) « Ed Garvey, 76; lawyer led NFL players union - The Boston Globe », sur BostonGlobe.com (consulté le 14 février 2020)
19. ↑  (en-US) « Longtime Democratic activist Ed Garvey has died », sur Channel3000.com, 23 février 2017 (consulté le 14 février 2020)

### Ouvrages
1. ↑  United States Congress House 1972, p. 59.
2. ↑  United States Congress House 1975, p. 36.
3. ↑  Oriard 2007, p. 60.